# Sandrine Rinaldi
Pour les articles homonymes, voir Rinaldi.
Sandrine Rinaldi est une réalisatrice française, également critique de cinéma sous le nom de plume Camille Nevers.

## Biographie

### Critique de cinéma
Sandrine Rinaldi a été critique et membre de la rédaction, soit sous son propre nom, soit sous son nom de plume (Camille Nevers), aux Cahiers du cinéma, puis à La Lettre du cinéma et, plus récemment, à la revue de pop culture Carbone.
Elle a tenu une chronique régulière dans l'émission de cinéma Rien à voir dans Surpris par la nuit sur France Culture.
Elle participe à l'émission Masque et la Plume de décembre 2019 à décembre 2023. Sa première intervention date du 22 décembre 2019. Sandrine Rinaldi y prend régulièrement des positions féministes, affirmant notamment, en septembre 2023, refuser d'aller voir le dernier film de Philippe Garrel, Le Grand Chariot, en raison des accusations contre lui. Ces propos créent une polémique parmi les critiques de l'émission et les auditeurs. À la suite du départ de Jérôme Garcin de la présentation de l'émission, elle n'est pas reconduite. Elle intervient pour la dernière fois dans l'émission le 31 décembre 2023.
Elle est actuellement critique de cinéma à Libération.

### Réalisatrice
Après son premier film en 2005, Mystification ou l'histoire des portraits, adapté de l'œuvre de Denis Diderot, elle réalise en 2007 Cap Nord, une comédie musicale underground dont la bande sonore est entièrement constituée de chansons de genre northern soul (avec des titres de Betty Everett, JJ Barnes, The Shalimars, Marva Josie, Dena Barnes, The Metros, The Incredibles, Bobbie Smith, Sam Fletcher, Al Williams). Le film sort en 2012.

## Publications

### Ouvrages collectifs
- Sacha Guitry : une vie d'artiste, Éditions Gallimard, 2007[12]
- Mondes imaginaires : le cinéma de Manoel de Oliveira, Éditions Vendémiaire, 2017[13]
- Samuel Fuller : le choc et la caresse, Yellow Now, 2018[14]
- Leo McCarey, Éditions Capricci, 2019[15]

## Filmographie
- 2005 : Mystification ou l'Histoire des portraits avec Camille Cayol, Lucia Sanchez, Serge Bozon, Laurent Lacotte, Laurent Le Doyen, Valérie Donzelli.
- 2007 : Cap Nord avec Laurent Lacotte, Camille Cayol, Vincent Guédon, Marie-Claude Treilhou, Guillaume Verdier, Lucia Sanchez, Sabrina Seyvecou, Chloé Esdraffo.